# 時代美國版封面中國大陸人列表
以下為曾登上《時代》雜誌美國版封面的中国大陆人。
| #  | 封面、封面故事 | 人物                        | 身份                                              | 備註                                                    |
| -- | --- | --------------------------- | ------------------------------------------------- | ------------------------------------------------------- |
| 1  | 1924年9月8日号 （页面存档备份，存于） War? （页面存档备份，存于）                                                                  | 吳佩孚                      | 直系軍閥                                          |                                                         |
| 2  | 1927年4月4日號 （页面存档备份，存于） CONQUEROR （页面存档备份，存于）                                                             | 蔣中正                      | 北伐軍總司令                                      |                                                         |
| 3  | 1928年7月2日号 （页面存档备份，存于） Strongest Man （页面存档备份，存于）                                                         | 馮玉祥                      |                                                   |                                                         |
| 4  | 1930年5月19日号 （页面存档备份，存于） Again, War （页面存档备份，存于）                                                           | 閻錫山                      |                                                   |                                                         |
| 5  | 1931年10月26日号 （页面存档备份，存于） Boycott, Bloodshed & Puppetry （页面存档备份，存于）                                       | 蔣中正 宋美齡               | 國民政府主席及其夫人                              | 蔣第二次登上封面                                        |
| 6  | 1933年12月11日号 （页面存档备份，存于） Generalissimo's Last Straw （页面存档备份，存于）                                          | 蔣中正                      | 國民政府軍事委員會委員長                          | 第三次                                                  |
| 7  | 1934年3月5日号 （页面存档备份，存于） Orchid Emperor （页面存档备份，存于）                                                        | 溥儀                        | 滿洲國皇帝                                        |                                                         |
| 8  | 1935年3月18日号 （页面存档备份，存于） Awjul Onus （页面存档备份，存于）                                                           | 汪兆銘                      | 行政院長                                          |                                                         |
| 9  | 1936年2月24日号 （页面存档备份，存于） Soviets v. Empires （页面存档备份，存于）                                                   | 蔣中正 溥儀                 | 國民政府軍事委員會委員長兼行政院長 滿洲國皇帝     | 蔣為第四次，溥儀為第二次；與昭和天皇、史達林同登封面    |
| 10 | 1936年11月9日号 （页面存档备份，存于） Chiang Dares （页面存档备份，存于）                                                         | 蔣中正                      | 國民政府軍事委員會委員長兼行政院長                | 第五次                                                  |
| 11 | 1938年1月3日号 （页面存档备份，存于） Man & Wife of the Year （页面存档备份，存于）                                                | 蔣中正 宋美齡               | 國民政府軍事委員會委員長及其夫人                  | 夫婦同獲1937年年度風雲人物；蔣為第六次，宋為第二次      |
| 12 | 1941年6月16日号 （页面存档备份，存于） The Army Nobody Knows （页面存档备份，存于）                                                | 陳誠                        |                                                   |                                                         |
| 13 | 1942年6月1日号 （页面存档备份，存于） The Incident Becomes a Crisis （页面存档备份，存于）                                         | 蔣中正                      | 國民政府軍事委員會委員長兼行政院長                | 第七次                                                  |
| 14 | 1943年3月1日号 （页面存档备份，存于） Madame （页面存档备份，存于）                                                                | 宋美齡                      | 蔣中正夫人                                        | 第三次                                                  |
| 15 | 1944年12月18日号 （页面存档备份，存于） T.V. （页面存档备份，存于）                                                                | 宋子文                      | 外交部部長代理行政院長                            |                                                         |
| 16 | 1945年9月3日号 （页面存档备份，存于） "I Am Very Optimistic" （页面存档备份，存于）                                                | 蔣中正                      | 國民政府主席                                      | 第八次                                                  |
| 17 | 1947年5月26日号 （页面存档备份，存于） Chih-k'o on Roller Skates （页面存档备份，存于）                                            | 陳立夫                      |                                                   |                                                         |
| 18 | 1948年12月6日号 （页面存档备份，存于） "You Shall Never Yield..." （页面存档备份，存于）                                           | 蔣中正                      | 中華民國總統 中國國民黨總裁                       | 第九次                                                  |
| 19 | 1949年2月7日号 （页面存档备份，存于） Man of Feeling （页面存档备份，存于）                                                        | 毛澤東                      | 中共中央主席                                      |                                                         |
| 20 | 1950年8月7日号 （页面存档备份，存于） Man On The Dike （页面存档备份，存于）                                                       | 吳國楨                      | 台灣省主席                                        |                                                         |
| 21 | 1950年12月11日号 （页面存档备份，存于） The Road to Paris （页面存档备份，存于）                                                   | 毛澤東                      | 中共中央主席、中央人民政府主席                    | 第二次                                                  |
| 22 | 1951年6月18日号 （页面存档备份，存于） Rubber Communist （页面存档备份，存于）                                                     | 周恩來                      | 政務院總理                                        |                                                         |
| 23 | 1954年5月10日号 （页面存档备份，存于） The Great Dissembler （页面存档备份，存于）                                                 | 周恩來                      | 政務院總理                                        | 第二次                                                  |
| 24 | 1955年4月18日号 （页面存档备份，存于） Man of the Single Truth （页面存档备份，存于）                                              | 蔣中正                      | 中華民國總統 中國國民黨總裁                       | 第十次                                                  |
| 25 | 1956年3月5日号 （页面存档备份，存于） High Tide of Terror （页面存档备份，存于）                                                   | 羅瑞卿                      | 大將、公安部部長                                  |                                                         |
| 26 | 1958年12月1日号 （页面存档备份，存于） The Year of the Leap （页面存档备份，存于）                                                 | 毛澤東                      | 中共中央主席                                      | 第三次                                                  |
| 27 | 1959年4月20日号 （页面存档备份，存于） The Three Precious Jewels （页面存档备份，存于）                                            | 第十四世達賴喇嘛            |                                                   |                                                         |
| 28 | 1959年10月12日号 （页面存档备份，存于） The Mechanical Man （页面存档备份，存于）                                                  | 劉少奇                      | 中國國家主席                                      |                                                         |
| 29 | 1960年8月8日号 （页面存档备份，存于） Castro's Brain （页面存档备份，存于）                                                        | 毛澤東                      | 中共中央主席                                      | 第四次；與格瓦拉、赫魯雪夫同登封面                      |
| 30 | 1961年12月1日号 （页面存档备份，存于） The Loss of Man （页面存档备份，存于）                                                      | 李富春                      | 國務院副總理                                      |                                                         |
| 31 | 1962年11月30日号 （页面存档备份，存于） Never Again the Same （页面存档备份，存于）                                                | 毛澤東                      | 中共中央主席                                      | 第五次；與印度總理尼赫魯同登封面                        |
| 32 | 1963年9月13日号 （页面存档备份，存于） The Self-Bound Gulliver （页面存档备份，存于）                                              | 毛澤東 劉少奇 周恩來 鄧小平 | 中共中央主席 中國國家主席 國務院總理 國務院副總理 | 毛：第六次 劉：第二次 周：第三次 鄧：首次               |
| 33 | 1964年11月13日号 （页面存档备份，存于） The Era of Many Romes （页面存档备份，存于）                                               | 周恩來                      | 國務院總理                                        | 第四次；與蘇聯部長會議主席柯西金會面                    |
| 34 | 1965年2月26日号 （页面存档备份，存于） A Test for Tigers （页面存档备份，存于）                                                    | 陳毅                        | 元帥、副總理兼外交部部長                          |                                                         |
| 35 | 1966年9月9日号 （页面存档备份，存于） Back to the Cave! （页面存档备份，存于）                                                     | 林彪                        | 元帥、副總理兼國防部部長                          |                                                         |
| 36 | 1967年1月13日号 （页面存档备份，存于） Dance of the Scorpion （页面存档备份，存于）                                                | 毛澤東                      | 中共中央主席                                      | 第七次                                                  |
| 37 | 1969年6月13日号 （页面存档备份，存于） COMMUNISM: A HOUSE DIVIDED, A FAITH FRAGMENTED （页面存档备份，存于）                       | 毛澤東                      | 中共中央主席                                      | 第八次；與布里茲涅夫、鐵托、齊奧塞斯庫、卡斯楚同登封面  |
| 38 | 1971年11月8日号 （页面存档备份，存于） China: A Stinging Victory （页面存档备份，存于）                                            | 周恩來                      | 國務院總理                                        | 第五次                                                  |
| 39 | 1972年3月6日号 （页面存档备份，存于） Richard Nixon's Long March to Shanghai （页面存档备份，存于）                                | 毛澤東 周恩來               | 中共中央主席 國務院總理                           | 毛：第九次 周：第六次 兩人分別與美國總統尼克森會面      |
| 40 | 1975年2月3日号 （页面存档备份，存于） A Victory for Chou-and Moderation （页面存档备份，存于）                                     | 周恩來                      | 國務院總理                                        | 第七次                                                  |
| 41 | 1976年1月19日号 （页面存档备份，存于） TOUGH NEW MAN IN PEKING （页面存档备份，存于）                                              | 鄧小平                      | 國務院副總理                                      | 第二次                                                  |
| 42 | 1976年9月20日号 （页面存档备份，存于） INSTANT WISDOM: BEYOND THE LITTLE RED BOOK （页面存档备份，存于）                           | 毛澤東                      | 已故                                              | 第十次                                                  |
| 43 | 1977年3月21日号 （页面存档备份，存于） The Rise and Fall of Mao's Empress （页面存档备份，存于）                                   | 毛澤東 江青                 | 已故 毛澤東遺孀                                   | 毛：第十一次                                            |
| 44 | 1978年12月25日号 （页面存档备份，存于） Carter Stuns the World （页面存档备份，存于）                                              | 鄧小平                      | 國務院副總理                                      | 第三次；與美國總統卡特、以色列總理梅納赫姆·貝京同登封面 |
| 45 | 1979年1月1日号 （页面存档备份，存于） Visionary of a New China （页面存档备份，存于）                                              | 鄧小平                      | 國務院副總理                                      | 第四次；獲選1978年年度風雲人物                          |
| 46 | 1979年2月5日号 （页面存档备份，存于） Teng's Great Leap Outward （页面存档备份，存于）                                             | 鄧小平                      | 國務院副總理                                      | 第五次                                                  |
| 47 | 1983年9月26日号 （页面存档备份，存于） CHINA: Burnout of a Revolution （页面存档备份，存于）                                       | 鄧小平                      | 中共中央軍委主席                                  | 第六次                                                  |
| 48 | 1984年4月30日号 （页面存档备份，存于） East Meets Reagan （页面存档备份，存于）                                                    | 姓名不詳                    | 百姓                                              | 手持可口可樂                                            |
| 49 | 1985年9月23日号 （页面存档备份，存于） The Second Revolution （页面存档备份，存于）                                                | 鄧小平                      | 中共中央軍委主席                                  | 第七次                                                  |
| 50 | 1986年1月6日号 （页面存档备份，存于） China （页面存档备份，存于）                                                                 | 鄧小平                      | 中共中央軍委主席                                  | 第八次；獲選1985年年度風雲人物                          |
| 51 | 1989年5月29日号 （页面存档备份，存于） State of Siege （页面存档备份，存于）                                                       | 姓名不詳                    | 天安門廣場示威群眾                                | 六四事件                                                |
| 52 | 1989年6月5日号 （页面存档备份，存于） Fighting The Founders （页面存档备份，存于）                                                 | 姓名不詳                    | 天安門廣場示威群眾                                | 與莫斯科示威群眾同登封面 六四事件                       |
| 53 | 1989年6月12日号 （页面存档备份，存于） Despair and Death In a Beijing Square （页面存档备份，存于）                                | 姓名不詳                    | 天安門廣場示威群眾及遇難者                        | 六四事件                                                |
| 54 | 1989年6月19日号 （页面存档备份，存于） China The Wrath of Deng （页面存档备份，存于）                                              | 王維林                      | 天安門廣場示威群眾                                | 六四事件                                                |
| 55 | 1989年10月2日号 （页面存档备份，存于） A Day in The Life . . . . . . Of China Free to Fly Inside the Cage （页面存档备份，存于）   | 姓名不詳                    | 百姓                                              |                                                         |
| 56 | 1997年3月3日号 （页面存档备份，存于） THE NEXT CHINA （页面存档备份，存于）                                                        | 鄧小平                      | 已故                                              | 第九次                                                  |
| 57 | 2005年6月27日号 （页面存档备份，存于） Small World, Big Stakes （页面存档备份，存于）                                              | 毛澤東                      | 已故                                              | 第十二次                                                |
| 58 | 2008年3月31日号 （页面存档备份，存于） A Monk's Struggle （页面存档备份，存于）                                                    | 第十四世達賴喇嘛            |                                                   | 第二次                                                  |
| 59 | 2012年5月14日号 （页面存档备份，存于） Murder, Lies, Abuse Of Power And Other Crimes Of The Chinese Century （页面存档备份，存于） | 薄熙来                      | 原中共中央政治局委員 前中共重慶市委書記           |                                                         |
| 60 | 2012年10月22日号 （页面存档备份，存于） Big Brotherhood （页面存档备份，存于）                                                     | 習近平                      | 中共中央政治局常委 中華人民共和國副主席           |                                                         |
| 61 | 2018年1月29日号 （页面存档备份，存于） Baidu's Robin Li is Helping China Win the 21st Century （页面存档备份，存于）               | 李彦宏                      | 百度总裁                                          |                                                         |